# All We Know Is Falling
All We Know Is Falling é o álbum de estreia da banda de rock estadunidense Paramore, lançado em 26 de julho de 2005 por intermédio da Fueled by Ramen nos Estados Unidos. A produção do álbum foi feita por James Paul Wisner, Mike Green, Nick Trevisick e Roger Alan Nichols. A saída do baixista Jeremy Davis, ocorrida poucos dias após a chegada da banda em Orlando, serviu como tema do álbum; tal tema foi refletido especialmente na capa e no título do álbum. Principalmente classificado como um álbum pop-punk, recebeu críticas positivas e foi rotulado como um "scene clássico". A produção do álbum ocorreu em Orlando, Flórida. Em vez de dar um grande impulso para o rádio, o A&R da banda recomendou que a banda construísse primeiramente uma base de fãs. 
Inicialmente, o álbum recebeu opiniões positivas dos críticos musicais, elogiando os vocais de Hayley Williams; retrospectivamente, as opiniões foram mistas. O álbum teve um fraco desempenho comercial doméstico: não conseguiu entrar na tabela Billboard 200 nos EUA, embora tenha alcançado a posição 30 na tabela Top Heatseekers. Alcançou a 4ª posição na tabela de rock no Reino Unido, e em 2010 atingiu a posição 51 na tabela principal do país, conseguindo uma certificação de ouro pela British Phonographic Industry (BPI); e em 2014, após o grupo obter sucesso com seus lançamentos seguintes,  All We Know Is Falling recebeu certificação de ouro pela Recording Industry Association of America (RIAA). Do álbum, foram lançados três singles, "Pressure", "Emergency" e "All We Know". Nenhum dos singles conseguiu perdurar numa tabela importante, embora "Pressure" tenha sido certificado ouro pela RIAA em 2016.

## Antecedentes
Hayley Williams originalmente assinou com a Atlantic Records em 2003 como artista solo. No entanto, Williams resistiu aos desejos de carreira solo da gravadora, dizendo que não se via como "a próxima Madonna". Como resultado, ela fundou o Paramore com Josh Farro, Zac Farro e Jeremy Davis. Em sua curta carreira solo, Williams gravou algumas demos, que posteriormente foram regravadas com a banda para um som "mais autêntico". Mesmo assim, o quarteto quase foi demitido pois a gravadora os consideravam "terríveis". Williams e Farro escreveram então duas novas canções, "Here We Go Again" e "Hallelujah", que salvaram a carreira da banda junto a gravadora. "Here We Go Again" se tornou a quinta faixa do All We Know Is Falling, enquanto "Hallelujah" foi descartada porém reutilizada no Riot! (2007), segundo álbum da banda.

## Produção

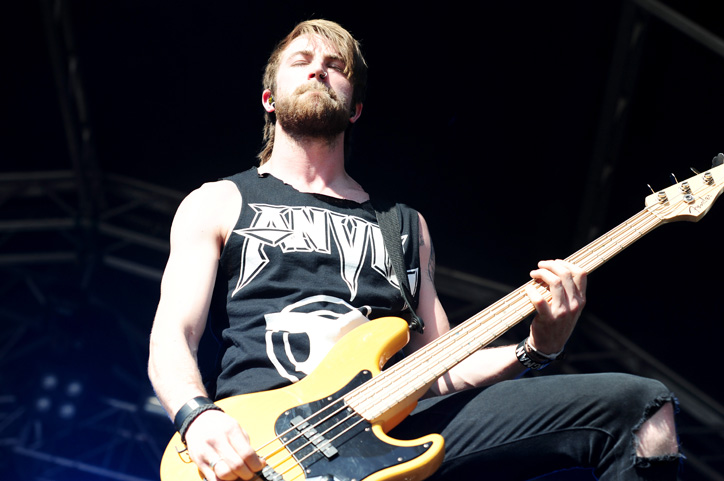
A saída do baixista Jeremy Davis serviu como um dos temas do álbum.

O grupo viajou para Orlando, Flórida, para compor e gravar o restante do álbum. Poucos dias após a chegada, Davis deixou a banda; os membros restantes continuaram trabalhando no álbum. A banda decidiu basear o tema do álbum na saída de Davis. De acordo com Williams, a arte da capa do álbum também representou a saída de Davis: "O sofá sem ninguém lá e a sombra indo embora; é tudo sobre Jeremy nos deixando e nós nos sentindo como se houvesse um espaço vazio". A capa do álbum foi criada por Electric Heat.
O processo de gravação do álbum durou cerca de três semanas, com Josh Farro chamando as sessões de "apressadas". "All We Know", "Never Let This Go" e "My Heart" foram gravadas com o produtor James Paul Wisner na Wisner Productions, localizada em St. Cloud, Flórida. "Pressure", "Emergency", "Brighter", "Whoa", "Conspiracy" e "Franklin" foram gravadas com o produtor Mike Green na ARS Studios, localizado em Orlando, Flórida. "Here We Go Again" foi gravada com os produtores Roger Alan Nichols e Nick Trevisick na Bigger Dog Studio, localizado em Franklin, Tennessee. Gravações adicionais ocorreram na Stone Gables Studio, localizado em Brentwood, Tennessee e na The Skyview Church of Tone and Soul, localizada em East Nashville, Tennessee. Todas as canções foram mixadas por Green, exceto "Here We Go Again", que foi mixada por Nichols e Trevisick. Tom Baker masterizou as gravações no Precision Mastering em Hollywood, Califórnia. Nath Warshowsky atuou como técnico de bateria de estúdio em todas as canções, exceto em "Here We Go Again". Dave Buchman foi o engenheiro em "Here We Go Again". Lucio Rubino, então vocalista do StorySide:B, substituiu Davis no estúdio. Ele tocou baixo em todas as canções, exceto em "Here We Go Again", que foi feita por Jeremy Caldwell.
Normalmente, Farro compunha a música enquanto Williams compunha a letra. Ocasionalmente, Farro também contribuía com as letras. "Conspiracy" foi composta por Williams, Farro e Taylor York. Foi a primeira canção que fizeram juntos. Muitas das letras de All We Know Is Falling, que não estão relacionadas à partida de Davis, tratam do relacionamento ruim e do divórcio dos pais de Williams.

## Composição
Os críticos consideram All We Know Is Falling como um álbum de pop-punk, emo, pop rock, e rock alternativo. Trevor Kelley da Alternative Press categorizou a música do álbum como "vagamente emo, mas principalmente punk". Tom Whitson da Click Music definiu a música do álbum como emo com "batidas pop-punk", fazendo comparações com Avril Lavigne e Fall Out Boy. O revisor Neil Z. Yeung para a AllMusic referiu-se ao álbum como um álbum pop punk "estereotipado", completo com "bateria balançando a cabeça, riffs simples e uma midtempo igual por toda parte". Em uma revisão retrospectiva da Alternative Press por Tyler Sharp, o álbum foi referido como o que teria sido "apenas mais um esforço pop-rock que acabou ficando aquém de seu verdadeiro potencial" se não fosse pelo sucesso posterior da banda. David Renshaw da Gigwise também fez comparações com Lavigne, mas acreditava que as canções do álbum eram inferiores às da artista.

## Lançamento e promoção

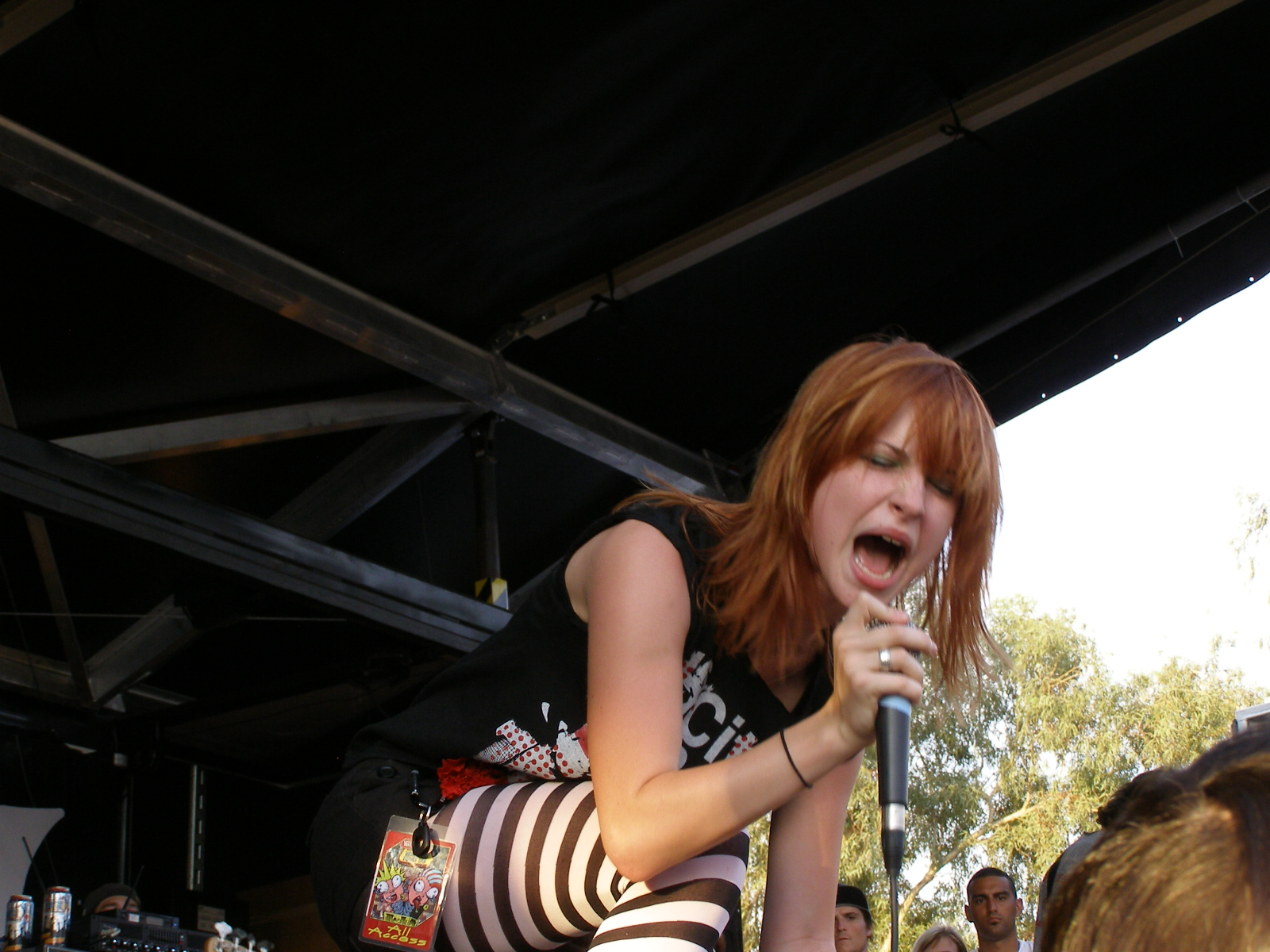
Hayley Williams performando em 4 de julho de 2006, em Phoenix, Arizona, como parte da edição de 2006 da Warped Tour

Paramore lançou All We Know Is Falling em 26 de julho de 2005 nos Estados Unidos. De acordo com Steve Robertson, A&R do Paramore na Atlantic Records, a estratégia de promoção por trás do álbum era que a banda começaria pequena e cresceria lentamente criando uma base de fãs, em vez de dar ao álbum de estreia um grande impulso promocional nas rádios. Em suas próprias palavras, Robertson "queria que os jovens descobrissem a banda sem que ela fosse enfiada goela abaixo". 
Em setembro de 2005, uma edição especial japonesa contendo uma canção inédita, "O' Star", foi disponibilizada. Em janeiro de 2009, o álbum foi lançado em vinil pela primeira vez. Em 19 de maio de 2009, uma edição deluxe do álbum foi lançada exclusivamente no iTunes com versões ao vivo de "Pressure" e "Here We Go Again", e os vídeos musicais de todos os singles. Uma edição de 10º aniversário do álbum foi lançada em 4 de dezembro de 2015 em vinil, contendo "O' Star" e "This Circle" como faixas bônus; esta versão foi limitada a 4.000 cópias. O álbum contou com três singles:Pressure", "Emergency" e "All We Know".
Duas semanas antes de iniciar a turnê de divulgação do álbum, John Hembree se juntou à banda para substituir o baixista Jeremy Davis, embora Davis tenha voltado ao grupo depois de cinco meses fora. Em outubro e novembro, o grupo foi o ato de abertura para o Simple Plan em sua turnê nos Estados Unidos, logo em seguida, servindo também como ato do Funeral for a Friend em dezembro. Em fevereiro de 2006, o grupo fez uma turnê pelo centro-oeste e pela costa leste com Halifax, My American Heart e So They Say. Durante a primavera de 2006, Paramore foi ato de abertura nas turnês de Bayside e The Rocket Summer. A banda foi inicialmente planejada para aparecer na edição de 2006 da Take Action Tour no início de março, mas Williams contraiu uma gripe, o que resultou na substituição da banda por Sullivan. A banda participou da edição de 2006 da Warped Tour, que aconteceu em Nashville, próximo à cidade natal do grupo. Em agosto e setembro, a banda liderou uma turnê nos EUA com apoio de Hit the Lights, Cute Is What We Aim For e This Providence, seguida de algumas datas no Reino Unido em outubro.

## Recepção

### Resposta da crítica
| Críticas profissionais | Críticas profissionais |
| Avaliações da crítica  | Avaliações da crítica  |
| Fonte                  | Avaliação              |
| ---------------------- | ---------------------- |
| AllMusic               | [ 14 ]                 |
| Alternative Press      | [ 15 ]                 |
| Click Music            | [ 16 ]                 |
| Gigwise                | 5/10                   |
| Punknews.org           | [ 38 ]                 |
| The Trades             | A−                     |

All We Know Is Falling recebeu críticas geralmente positivas dos críticos de música. Trevor Kelley da Alternative Press afirmou que "é óbvio que alguém fez algo errado com Williams" pelas letras das músicas do álbum, e notou sua semelhança com o segundo álbum de estúdio de Avril Lavigne, Under My Skin (2004). Tony Pascarella do The Trades disse que "essas faixas apaixonadas e de rock são o que tornam este grupo do Tennessee tão talentoso [...] Paramore é uma banda da qual você talvez ainda não tenha ouvido falar, mas procure por eles para causar um grande impacto num futuro próximo". Ele também elogiou a voz de Williams como "uma voz rica e poderosa que raramente comete erros nesta estreia impressionante". Em uma crítica especial ao décimo aniversário do álbum, Tyler Sharp da Alternative Press, escreveu que o álbum evoluiu para "um clássico em cena" após a ascensão gradual da banda à popularidade mainstream nos anos posteriores.
O álbum é frequentemente visto de forma negativa em comparação aos álbuns de estúdio subsequentes da banda, no entanto, as críticas retrospectivas foram mistas. Em uma revisão, Neil Z. Yeung do AllMusic mostrou sentimentos contraditórios sobre o álbum. Ele considerou o álbum "bom", no entanto, ele acreditava que as canções eram muito diretas e careciam de "diferenciação, entusiasmo ou o brilho que seria encontrado em seus futuros álbuns". Tom Whitson da Click Music disse que "este grupo de jovens escreveu um ótimo álbum de estreia para sua idade [...] [All We Know Is Falling] não é o melhor álbum que existe, mas está longe de ser o pior". David Renshaw da Gigwise criticou o fato de que "Paramore é para as crianças que acham que Pink não é legal o suficiente, mas My Chemical Romance é muito assustador, eles querem se rebelar, mas têm que chegar às 9 horas em casa. Paramore não é terrível; eles estão simplesmente numa faixa de transição". Jordan "Anchors" Rogowski do Punknews.org foi mais negativo em relação ao álbum; ele elogiou a voz de Williams, mas criticou as estruturas das músicas, considerando-as "muito monótonas, muito lineares [...] a guitarra parece um pouco sem inspiração, a bateria um pouco preguiçosa e o baixo quase não existe".

### Desempenho comercial
Inicialmente, All We Know Is Falling apareceu apenas na tabela da Billboard Heatseekers Albums (EUA), chegando na posição número 30 em setembro de 2006. Após o sucesso obtido com o lançamento de segundo álbum de estúdio, Riot! (2007), as vendas do álbum aumentaram gradativamente nos Estados Unidos. Embora nunca tenha conseguido entrar na tabela principal Billboard 200, conseguiu atingir a oitava posição na Billboard Top Catalog Albums em 2009. All We Know Is Falling alcançou a posição 51 na UK Albums Chart, recebendo a certificação de ouro em 2009 pela British Phonographic Industry (BPI) por vender mais de 100.000 cópias. Na Austrália, recebeu certificação de ouro pela Australian Recording Industry Association (ARIA) em 2012, pela venda superior a 35.000 unidades, apesar de nunca ter atingido nenhuma posição nas tabelas do país. Em 2014, o álbum foi certificado ouro pela Recording Industry Association of America (RIAA) nos Estados Unidos pelas vendas de mais de 500 mil cópias. Inicialmente, nenhum dos singles retirados do álbum conseguiran chegar às tabelas musicais, mas após o sucesso de Riot!, "Pressure" conseguiu atingir a posição 62 na tabela Billboard Digital Songs (EUA); e em 2016, recebeu certificação de ouro pela RIAA.

## Alinhamento das faixas
Todas as faixas escritas por Hayley Williams e Josh Farro, exceto onde notado.
| Lista de faixas de All We Know Is Falling |                                             |         |  |
| N.º                                       | Título                                      | Duração |  |
| 1.                                        | "All We Know"                               | 3:14    |  |
| 2.                                        | "Pressure"                                  | 3:06    |  |
| 3.                                        | "Emergency"                                 | 4:00    |  |
| 4.                                        | "Brighter"                                  | 3:43    |  |
| 5.                                        | "Here We Go Again"                          | 3:46    |  |
| 6.                                        | "Never Let This Go"                         | 3:40    |  |
| 7.                                        | "Whoa"                                      | 3:20    |  |
| 8.                                        | "Conspiracy" (Williams, Farro, Taylor York) | 3:42    |  |
| 9.                                        | "Franklin"                                  | 3:20    |  |
| 10.                                       | "My Heart"                                  | 4:00    |  |
| Duração total:                            | Duração total:                              | 35:51   |  |

Faixas bônus
| Edição japonesa |                            |         |  |
| N.º             | Título                     | Duração |  |
| 11.             | "O' Star" (Williams, York) | 3:48    |  |
| Duração total:  | Duração total:             | 39:39   |  |

| Faixas extras da edição deluxe do iTunes |                                                                                   |         |  |
| N.º                                      | Título                                                                            | Duração |  |
| 11.                                      | "Pressure" (ao vivo) (originalmente lançado no The Final Riot!)                   | 3:02    |  |
| 12.                                      | "Here We Go Again" (ao vivo) (originalmente lançado na edição exclusiva do Riot!) | 3:24    |  |
| 13.                                      | "Pressure" (vídeo musical)                                                        | 3:06    |  |
| 14.                                      | "Emergency" (vídeo musical)                                                       | 3:58    |  |
| 15.                                      | "All We Know" (vídeo musical)                                                     | 3:13    |  |
| Duração total:                           | Duração total:                                                                    | 52:34   |  |

| Faixas bônus da edição de 10º anversário |                |         |  |
| N.º                                      | Título         | Duração |  |
| 11.                                      | "O' Star"      | 3:48    |  |
| 12.                                      | "This Circle"  | 4:06    |  |
| Duração total:                           | Duração total: | 43:45   |  |

| Edição especial/limitada do MVI |                                           |         |  |
| N.º                             | Título                                    | Duração |  |
| 14.                             | "Pressure" (acústico; ao vivo de Chicago) | 3:01    |  |
| Duração total:                  | Duração total:                            | 50:31   |  |

| Lançamento no Best Buy e iTunes UK |                       |         |  |
| N.º                                | Título                | Duração |  |
| 14.                                | "Emergency" (ao vivo) | 4:23    |  |
| Duração total:                     | Duração total:        | 51:53   |  |

| Lançamento do FYE |                              |         |  |
| N.º               | Título                       | Duração |  |
| 15.               | "Here We Go Again" (ao vivo) | 3:23    |  |
| Duração total:    | Duração total:               | 55:16   |  |

## Créditos
| Paramore - Hayley Williams – vocais principais - Josh Farro – guitarra principal, vocais de apoio - Jason Bynum – guitarra rítmica, vocais de apoio - Jeremy Davis – baixo (5) - Zac Farro – bateria Musicista adicional - Lucio Rubino – baixo (todas, excedo faixa 5) | Produção - James Paul Wisner – produtor e gravação (1, 6, 10) - Mike Green – produtor e gravação (2–4, 7–9); mixagem (todas, exceto 5) - Roger Alan Nichols e Nick Trevisick – produtores, gravação e mixagem (5) - Nathan Warshowsky – técnico de bateria (todas, excedo 5) - Tom Baker – engenheiro de masterização - Dave Buchanan – engenheiro (5) - John Janich – produtor executivo - John Deeb – fotografia - Electric Heat – arte da capa |

## Desempenho nas tabelas musicais
| Tabela (2006–2021)                            | Melhor Posição |
| --------------------------------------------- | -------------- |
| Escócia (OCC)                                 | 33             |
| Estados Unidos (Billboard Top Heatseekers)    | 30             |
| Estados Unidos (Billboard Top Catalog Albums) | 8              |
| Reino Unido (OCC)                             | 51             |
| Reino Unido Album Sales (OCC)                 | 52             |
| Reino Unido Official Record Stores (OCC)      | 10             |
| Reino Unido Physical Albums (OCC)             | 48             |
| Reino Unido Rock Albums (OCC)                 | 3              |
| Reino Unido Vinyl Albums (OCC)                | 19             |

## Certificações
| Região                                         | Certificação | Unidades/vendas |
| ---------------------------------------------- | ------------ | --------------- |
| Austrália (ARIA)                               | Ouro         | 35.000^         |
| Estados Unidos (RIAA)                          | Ouro         | 500.000^        |
| Reino Unido (BPI)                              | Ouro         | 100.000^        |
| ^distribuições baseadas apenas na certificação |              |                 |

## Histórico de lançamentos
| Região         | Data                  | Formato(s)                | Edição          | Gravadora(s)           | Ref.   |
| -------------- | --------------------- | ------------------------- | --------------- | ---------------------- | ------ |
| Estados Unidos | 26 de julho de 2005   | CD download digital vinil | Padrão          | Fueled by Ramen        | [ 55 ] |
| Reino Unido    | 24 de abril de 2006   | CD                        | Padrão          | Fueled by Ramen        | [ 56 ] |
| Austrália      | 16 de maio de 2007    | CD                        | Padrão          | Warner Music Australia | [ 57 ] |
| Estados Unidos | 19 de maio de 2009    | Download digital          | Deluxe          | Fueled by Ramen        | [ 23 ] |
| Japão          | 24 de junho de 2009   | CD download digital vinil | Padrão          | Warner Music Japan     | [ 21 ] |
| Reino Unido    | 6 de março de 2013    | Download digital          | Padrão          | Fueled by Ramen        | [ 58 ] |
| Austrália      | 6 de março de 2013    | Download digital          | Padrão          | Warner Music Australia | [ 59 ] |
| Estados Unidos | 4 de dezembro de 2015 | Vinil                     | 10º aniversário | Fueled by Ramen        | [ 24 ] |